# Bernhard vom Brocke
Bernhard vom Brocke (* 3. September 1939 in Wuppertal) ist ein deutscher Historiker und Hochschullehrer, der vor allem über die Geschichte von Wissenschaft und Technik im 20. Jahrhundert geforscht hat. Auf ihn gehen zahlreiche Werke zu dem Wissenschaftsorganisator Friedrich Althoff, Ministerialbeamter im preußischen Kultusministerium, und das nach ihm benannte System Althoff zurück.

## Leben
Vom Brocke studierte Geschichte, evangelische Theologie und Sozialwissenschaften an der Georg-August-Universität Göttingen, der Freien Universität Berlin und an der Universität Hamburg. Er absolvierte 1966 das Staatsexamen für Lehramt an Gymnasien und wurde 1969 bei Gerhard Oestreich zum Dr. phil. promoviert. Anschließend war er zwischen 1967 und 1980 Wissenschaftlicher Assistent, Dozent und Professor für Neuere Geschichte an der Philipps-Universität Marburg. Nach einem Aufenthalt als Research Fellow an der Harvard University wurde er wissenschaftlicher Referent am damaligen Max-Planck-Institut für Geschichte in Göttingen. 
Von 1993 bis zu seiner Emeritierung lehrte vom Brocke Neuere Geschichte und Wissenschaftsgeschichte an der Universität Kassel. 
Er ist seit 1999 gewähltes Mitglied der Leibniz-Sozietät der Wissenschaften zu Berlin und seit 2001 Vorsitzender ihrer Kommission für Akademie- und Wissenschaftsgeschichte, die bis 2015 bestand.

## Auszeichnungen
- 1986 Carl-von-Ossietzky-Preis für Zeitgeschichte und Politik der Stadt Oldenburg

## Bücher (Auswahl)
- Kurt Breysig. Geschichtswissenschaft zwischen Historismus und Soziologie. Matthiesen Verlag, Lübeck und Hamburg 1971, ISBN 978-3-7868-1417-7.
- (Hrsg.): Sombarts „Moderner Kapitalismus“. Materialien zur Kritik und Rezeption. Deutscher Taschenbuch-Verlag, München 1987, ISBN 3-423-04453-5 (= dtv-Wissenschaft, 4453).
- (Hrsg. gemeinsam mit Rudolf Vierhaus): Forschung im Spannungsfeld von Politik und Gesellschaft. Geschichte und Struktur der Kaiser-Wilhelm-/Max-Planck-Gesellschaft. Aus Anlass ihres 75jährigen Bestehens. Deutsche Verlags-Anstalt, Stuttgart 1990, ISBN 3-421-02744-7.
- (Hrsg. gemeinsam mit Hubert Laitko): Die Kaiser-Wilhelm-, Max-Planck-Gesellschaft und ihre Institute. Studien zu ihrer Geschichte. de Gruyter, Berlin 1996, ISBN 3-11-015483-8.
- Bevölkerungswissenschaft – quo vadis? Möglichkeiten und Probleme einer Geschichte der Bevölkerungswissenschaft in Deutschland, mit einer systematischen Bibliographie. Leske und Budrich, Opladen 1998, ISBN 3-8100-2070-2.
- (Hrsg., unter Mitarb. von Hubert Laitko): Der Historiker Conrad Grau und die Akademiegeschichtsschreibung. Wissenschaftliches Kolloquium zum Gedenken an Conrad Grau (1932–2000) am 15. März 2003 in Berlin. Trafo-Verlag, Berlin 2008, ISBN 978-3-89626-758-0.